# Jacques Fontaine (syndicalist)
Jacques Fontaine is een voormalig Belgisch syndicalist.

## Levensloop
Fontaine werd in 1980 aangesteld tot nationaal secretaris van de CMB, een functie die hij uitoefende tot 1988. In 1990 werd hij vervolgens adjunct-secretaris-generaal en in 1994 voorzitter van deze vakcentrale, een functie die hij uitoefende tot 1998. Hij volgde in deze hoedanigheid Michel Cossaer op, zelf werd hij opgevolgd door Herwig Jorissen.